# Arne Ramholt
Arne Ramholt, né le 20 mai 1976 à Zurich, est un joueur professionnel suisse de hockey sur glace. Il évolue au poste de défenseur. Son frère, Tim Ramholt, est également hockeyeur professionnel.

## Biographie

### Carrière en club
Formé aux GCK Lions, Arne Ramholt fait ses débuts en Ligue nationale B avec le club zurichois lors de la saison 1993-1994. Après quatre ans en deuxième division suisse, il traverse l'Atlantique, pour rejoindre la St. Lawrence University et évolue avec l'équipe de l'école en NCAA. Il rentre en Suisse après une seule saison dans le championnat universitaire et revient à dans son club formateur. Durant cette même saison 1998-1999, il joue pour la première fois en Ligue nationale A avec les ZSC Lions, avant de rejoindre les Kloten Flyers, où il joue les séries éliminatoires.
Après une autre saison dans la banlieue zurichoise, et son repêchage, il intègre l'effectif des Admirals de Norfolk, club-école des Blackhawks de Chicago en ligue américaine. Il revient à nouveau en Suisse après une seule saison et signe avec l'EV Zoug.
En 2002, il s'engage avec les ZSC Lions, où il ne reste qu'une saison. En effet, il joue, lors de la saison 2003-2004, pour le SCL Tigers. Il rejoint, à la fin de cette saison, le HC Davos, avec qui il remporte un titre de champion (2005) et une Coupe Spengler (2004) en trois saisons passées dans les Grisons. À la fin de ce contrat, il retourne à l'Ilfis.
Il s'octroie, lors de la saison 2007-2008, une année sabbatique pour commencer une formation professionnelle. Après cette pause, il s'engage avec le HC Olten, où il met un terme à sa carrière à la fin de la saison 2009-2010 et devient préparateur physique et mental.

### Carrière internationale
Arne Ramholt a pris part aux championnats d'Europe junior 1994, ainsi qu'aux mondiaux juniors 1996.

## Palmarès et honneurs personnels
Ligue nationale A
- Champion en 2005 avec le HC Davos
- Vice-champion en 2006 avec le HC Davos

Coupe Spengler
- Vainqueur en 2004 avec le HC Davos

LNH
- Choisi en 9e ronde (291e choix au total) par les Blackhawks de Chicago lors du repêchage d'entrée dans la LNH 2000

## Statistiques

### En club
| Saison     | Équipe                  | Ligue      |     | Saison régulière | Saison régulière | Saison régulière | Saison régulière | Saison régulière |   | Séries éliminatoires | Séries éliminatoires | Séries éliminatoires | Séries éliminatoires | Séries éliminatoires |
| Saison     | Équipe                  | Ligue      | PJ  | B                | A                | Pts              | Pun              | PJ               | B | A                    | Pts                  | Pun                  |                      |                      |
| 1993-1994  | GCK Lions               | LNB        | 15  | 0                | 0                | 0                | 2                |                  |   |                      |                      |                      |                      |                      |
| 1994-1995  | GCK Lions               | LNB        | 25  | 0                | 2                | 2                | 4                | 11               | 0 | 0                    | 0                    | 0                    |                      |                      |
| 1995-1996  | GCK Lions               | LNB        | 5   | 0                | 0                | 0                | 0                |                  |   |                      |                      |                      |                      |                      |
| 1996-1997  | GCK Lions               | LNB        | 5   | 0                | 0                | 0                | 0                |                  |   |                      |                      |                      |                      |                      |
| 1997-1998  | St. Lawrence University | NCAA       | 14  | 0                | 0                | 0                | 2                | -                | - | -                    | -                    | -                    |                      |                      |
| 1998-1999  | ZSC Lions               | LNA        | 5   | 0                | 0                | 0                | 0                | -                | - | -                    | -                    | -                    |                      |                      |
| 1998-1999  | GCK Lions               | LNB        | 29  | 5                | 10               | 15               | 24               | -                | - | -                    | -                    | -                    |                      |                      |
| 1998-1999  | Kloten Flyers           | LNA        | 8   | 0                | 0                | 0                | 2                | 12               | 0 | 1                    | 1                    | 8                    |                      |                      |
| 1999-2000  | Kloten Flyers           | LNA        | 34  | 0                | 4                | 4                | 12               | 7                | 0 | 2                    | 2                    | 16                   |                      |                      |
| 2000-2001  | Admirals de Norfolk     | LAH        | 62  | 3                | 8                | 11               | 25               | -                | - | -                    | -                    | -                    |                      |                      |
| 2001-2002  | EV Zoug                 | LNA        | 42  | 3                | 3                | 6                | 28               | 6                | 1 | 2                    | 3                    | 2                    |                      |                      |
| 2002-2003  | ZSC Lions               | LNA        | 44  | 2                | 9                | 11               | 44               | 11               | 0 | 0                    | 0                    | 2                    |                      |                      |
| 2003-2004  | SCL Tigers              | LNA        | 47  | 0                | 2                | 2                | 34               | 8                | 0 | 0                    | 0                    | 6                    |                      |                      |
| 2004-2005  | HC Davos                | LNA        | 43  | 2                | 2                | 4                | 18               | 15               | 0 | 1                    | 1                    | 6                    |                      |                      |
| 2005-2006  | HC Davos                | LNA        | 42  | 0                | 2                | 2                | 30               | 13               | 0 | 1                    | 1                    | 4                    |                      |                      |
| 2006-2007  | SCL Tigers              | LNA        | 42  | 0                | 4                | 4                | 63               | 10               | 0 | 0                    | 0                    | 6                    |                      |                      |
|            |                         |            |     |                  |                  |                  |                  |                  |   |                      |                      |                      |                      |                      |
| 2008-2009  | HC Olten                | LNB        | 47  | 2                | 6                | 8                | 38               | 5                | 1 | 1                    | 2                    | 2                    |                      |                      |
| 2009-2010  | HC Olten                | LNB        | 34  | 0                | 2                | 2                | 22               | 12               | 0 | 1                    | 1                    | 6                    |                      |                      |
| Totaux LNA | Totaux LNA              | Totaux LNA | 307 | 7                | 26               | 33               | 231              | 82               | 1 | 7                    | 8                    | 50                   |                      |                      |
| Totaux LNB | Totaux LNB              | Totaux LNB | 160 | 7                | 20               | 27               | 90               | 28               | 1 | 2                    | 3                    | 8                    |                      |                      |

### En équipe de Suisse
| Année | Compétition |   | PJ | B | A | Pts | Pun      |  | Résultat |
| 1994  | CE -18 ans  | 5 | 0  | 1 | 1 | 6   | 5e place |  |          |
| 1996  | CM -20 ans  | 6 | 1  | 0 | 1 | 0   | 9e place |  |          |